# 청송 이촌리 오층석탑
청송 이촌리 오층석탑(靑松 理村里 五層石塔)은 대한민국 경상북도 청송군 진보면 이촌리에 있는 오층석탑이다. 1985년 8월 5일 경상북도의 문화재자료 제74호로 지정되었다.

## 개요
2층 기단(基壇) 위에 5층의 탑신(塔身)을 올린 석탑이다.
기단부는 아래층 기단이 땅 속에 묻혀 위층 기단의 일부만 남아있다. 탑신의 몸돌은 1층이 상당히 높다가 2층부터 급격히 줄어들었다. 지나치게 두터워 보이는 지붕돌은 낙수면에 급한 경사가 흐르고 있다. 꼭대기에는 노반(露盤:머리장식 받침)과 복발(覆鉢:엎어놓은 그릇모양의 장식)이 남아 머리장식을 하고 있다.
전체적으로 길쭉하고 왜소해 보여 안정감이 덜하며, 돌을 다듬는 솜씨나 지붕돌의 양식으로 보아 고려시대에 세운 것으로 보인다. 원래는 9층탑으로 쌓아 이촌리 서북쪽 고개에 두었던 것을, 1942년 이 마을 앞으로 옮겨올 때 5층으로 세워 놓았다.
전하는 말에 의하면, 15세기경 이 지역 원주 이씨의 권세와 부가 융성할 때 여러 걸인이 찾아와 피해가 많자 큰스님에게 그 방법을 여쭈었다. 이촌리 고개에 탑을 세우면 손님과 걸인이 오지 않을 것이라는 스님의 말을 듣고 이 탑을 세웠는데, 그 후 과연 손님과 걸인이 오지 않게 되었으나, 원주 이씨의 권세와 부귀도 모두 몰락하게 되었다 한다.

## 참고 자료
- 청송이촌리오층석탑 - 국가유산청 국가유산포털